# Francisco Lorenzo
Francisco Lorenzo Aparicio (ur. 22 marca 1960 w Madrycie) – hiszpański judoka. Olimpijczyk z  Barcelony 1992, gdzie zajął piąte miejsce w wadze półlekkiej.
Uczestnik mistrzostw świata w 1987, 1989, 1991 i 1993. Startował w Pucharze Świata w latach 1989-1992. Brązowy medalista mistrzostw Europy w 1992 roku, a także igrzysk śródziemnomorskich w 1987 i 1993.

## Letnie Igrzyska Olimpijskie 1992
| Konkurencja | Eliminacje            | Repasaże              | Repasaże          | Repasaże                   | Repasaże             | Finały                   | Klas. końcowa |
| Konkurencja | Przeciwnik I          | Przeciwnik I          | Przeciwnik II     | Przeciwnik III             | Przeciwnik IV        | o 3. miejsce             | Miejsce       |
| ----------- | --------------------- | --------------------- | ----------------- | -------------------------- | -------------------- | ------------------------ | ------------- |
| 65 kg       | Udo Quellmalz (GER) P | Assaf El-Murr (LBN) Z | Gao Erwei (CHN) Z | Jean Pierre Cantin (CAN) Z | Kim Sang-mun (KOR) Z | Israel Hernández (CUB) P | 5.            |